# Chelonus seticornis
Chelonus seticornis är en stekelart som beskrevs av Thomson 1892. Chelonus seticornis ingår i släktet Chelonus och familjen bracksteklar. Arten är reproducerande i Sverige. Inga underarter finns listade i Catalogue of Life.